# Mapa škol Království českého 1891
Mapa, která zobrazovala jednotlivé školy na území Čech, vznikla na návrh „Ústředního spolku jednot učitelských“ pro Zemskou jubilejní výstavu v Praze v roce 1891. V různých zmenšených verzích vycházela do roku 1916. 

## Autor
František Mařatka se narodil roku 1865 ve Vysokém nad Jizerou, zemřel 6. 5. 1932 v Hradci Králové. Byl učitelem ve Staré Vsi, věnoval se historii vysockého divadla a také kartografii. Byl též spoluautorem plastické mapy Krkonoš. Místopis školních obcí vydal v roce 1917 tiskem.

## Mapa na Jubilejní zemské výstavě 1891
Školní mapa Království českého vystavená na Jubilejní zemské výstavě 1891 byla vysoká 3 m a dlouhá 3,5 m. František Mařatka na ní zakreslil všechny školní okresy a v nich jednotlivé školy barvou rozlišeny na české, německé, matiční a soukromé. Mapa měla barevně zvýrazněn horský terén, aby se zdůvodnil větší počet menších škol v těchto oblastech. Obsahovala téměř 5000 jmen a značek. Kolem mapy byly umístěny plány pražského, královéhradeckého, a libereckého okresu doplněné statistickou tabulkou školních okresů a grafem znázorňujícím nárůst českého školství v Čechách.

## Vydání tiskem 1890–1900
Podle denního tisku se zmenšená barevná mapa o rozměrech 51 × 60 cm měla prodávat ještě v průběhu Jubilejní výstavy 1891. Ve virtuální sbírce digitalizovaných map NAKI-maps ale provedení těchto rozměrů uloženo není. 
V letech 1890–1900 vydával Mařatkovu mapu o rozměrech 80,5 × 608,5 cm Zemský ústřední spolek Jednoty učitelské v království českém. Mapa barevně rozlišovala jednotlivé školní okresy, obsahovala národnostní česko-německé hranice, jednotlivá sídla a další údaje. V pravém dolním rohu byla mapka celého českého království a levém dolním rohu detailní mapy Prahy a Plzně. Školy byly odlišnými značkami rozlišeny na živnostenské, střední a na učitelské ústavy veřejné a soukromé (v členění na mužské a dívčí). U škol bylo též odlišeno, zda se jedná o školu německou či českou.
Mapa škol Království českého byla popsána česky. To se týkalo i názvů obcí v německých oblastech (Cheb, Mariánské Lázně apod.), ke kterým nebyl přiřazen německý ekvivalent (pouze obce s jediným názvem německým byly takto uvedeny). 

## Vydání v Ottově slovníku naučném

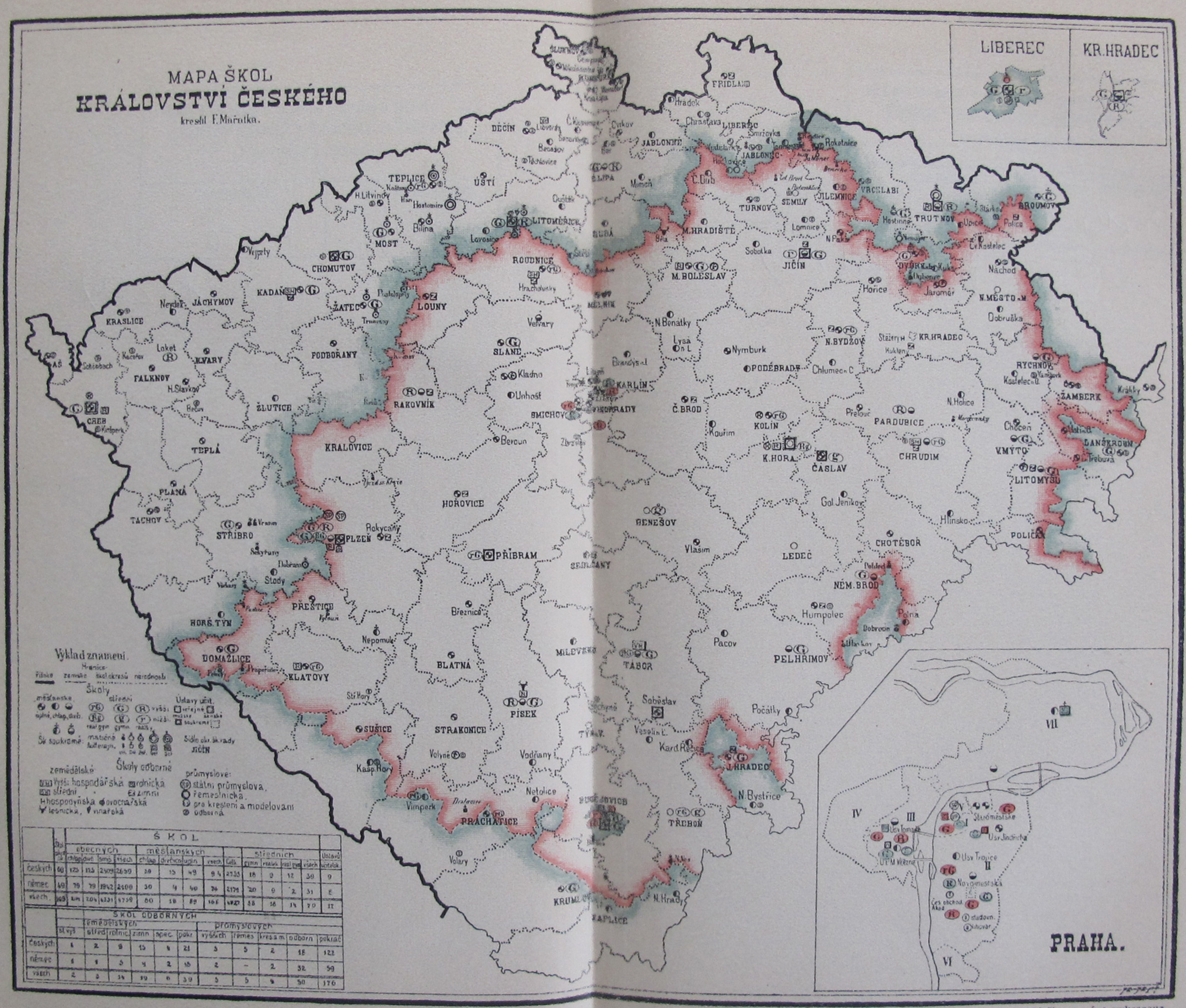
Ottův slovník naučný - 11 Mapa škol

Ve zjednodušené verzi vyšla mapa také v Ottově slovníku naučném 1893. 

## Vydání 1916

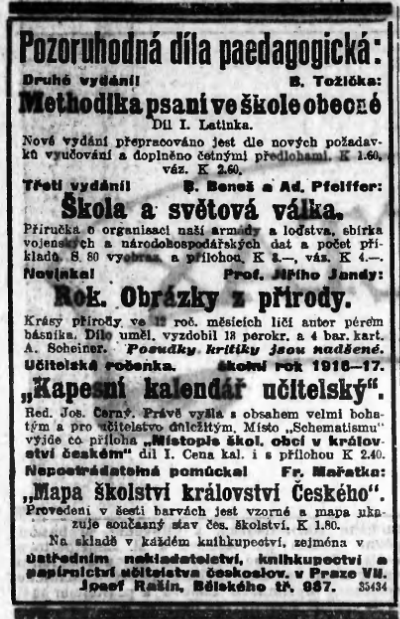
Inzerát, Mapa školství, vydání 1916

Mapa školství Království českého vyšla ještě v roce 1916 v měřítku 1:460 000. Byla vytištěna ve formě jednoho listu 81 × 68,5 cm v tvrdých deskách a doplněna 2 listy poznámek a statistik. Prodávala se za 1.80 korun.

## Zajímavost
Posledního vydání se Mařatkova mapa dočkala v roce 1916. Ještě v roce 1932 (rok Mařatkovy smrti) se v tisku objevil požadavek jejího aktualizovaného vydání s tím, že „...překvapuje nemálo, že už nedošlo k novému vydání, vlastně spíše k novému zpracování této mapy. Její pořízení jest naprosto nezbytné a jest žádoucno, aby bylo úkolem budoucnosti co nejbližší.“